# Donizete Francisco de Oliveira
Donizete Francisco de Oliveira, conocido como Donizete, (Bauru, 21 de febrero de 1968) es un exfutbolista brasileño que jugaba como mediocampista. Pasó por diferentes equipos en su país y el extranjero; entre sus logros más importantes está el haber conseguido la Copa Libertadores 1997 con Cruzeiro. Fue internacional con la selección brasileña.

## Clubes
| Club                      | País   | Año         |
| ------------------------- | ------ | ----------- |
| Fluminense                | Brasil | 1987 - 1989 |
| Grêmio                    | Brasil | 1990 - 1991 |
| Clube Atlético Bragantino | Brasil | 1992 - 1994 |
| São Paulo                 | Brasil | 1995        |
| Cruzeiro                  | Brasil | 1996 - 1997 |
| Esporte Clube Vitória     | Brasil | 1998        |
| Cruzeiro                  | Brasil | 1999 - 2000 |
| Urawa Red Diamonds        | Japón  | 2001        |
| Vasco da Gama             | Brasil | 2001 - 2002 |
| Sporting Cristal          | Perú   | 2003        |
| Juventude                 | Brasil | 2003 - 2004 |
| Paysandú                  | Brasil | 2005        |